# Berlinghiero Gessi
Pour les articles homonymes, voir Gessi.
Berlinghiero Gessi (né à Bologne, dans l'actuelle Émilie-Romagne, alors dans la États pontificaux, le 28 octobre 1563 et mort à Rome, le 6 avril 1639) est un cardinal italien du XVIIe siècle. Il est un parent du pape Grégoire XIII.

## Biographie
Berlinghiero Gessi étudie à l'université de Bologne et est professeur à cette université. Il est vicaire général de Bénévent, vicaire général de Bologne, prévôt à Bologne, référendaire du tribunal suprême de la Signature apostolique, secrétaire de la Congrégation des évêques, lieutenant civil du doyen du cardinal Girolamo Rusticucci, vicaire général et vice-régent de Rome. En 1606 il est nommé évêque de Rimini. Mgr Gessi est préfet du tribunal suprême de la Signature apostolique, préfet du Palais apostolique et administrateur et gouverneur apostolique de l'état d'Urbino.
Il est créé cardinal par le pape Urbain VIII lors du consistoire du 19 janvier 1626. Le cardinal Gessi est camerlingue du Sacré Collège en 1639 et préfet de la Congrégation de l'immunité ecclésiastique.